# Louisa Conolly
Lady Louisa Lennox, född 1743, död 1821, var en brittisk adelskvinna.  Hon är känd som en av de fem Systrarna Lennox, fyra döttrar till Charles Lennox, 2:e hertig av Richmond och Lady Sarah Cadogan, vars liv har skildrats i Aristokrater. 